# Tetragnatha ethodon
Tetragnatha ethodon är en spindelart som beskrevs av Chamberlin och Ivie 1936. Tetragnatha ethodon ingår i släktet sträckkäkspindlar, och familjen käkspindlar. Inga underarter finns listade i Catalogue of Life.